# Битка при Сенефе
Битката при Сенефе (на френски: Bataille de Seneffe) се състои на 11 август 1674 г. край селцето Сенефе, близо до град Нивел в Испанска Нидерландия, днешна Белгия. Тя е част от Холандската война на Луи ХІV. С около 44 000 войници принц дьо Конде спечелва тактическа победа над 62 000 съюзнически войници, командвани от холандския щатхаутер Уилям III. Битката е изключително кръвопролитна с близо 20 000 жертви, без да окаже съществено влияние върху хода на войната.

## Началото на войната
Разочарован от холандските си съюзници, които през 1668 г. се съюзяват с Англия и Швеция, за да спрат настъплението му против Испания (виж Деволюционна война), Луи ХІV бързо организира против тях унищожително нашествие. През лятото на 1672 г. 100-хилядна армия, начело с маршал Тюрен и принц дьо Конде настъпва по Рейн към Амстердам. Неспособни да ги спрат по друг начин, холандците отварят шлюзовете към морето и заливат част от провинциите под морското равнище. Това спира французите, но предизвиква революция в Обединените провинции. Начело на републиката застава Уилям ІІІ, принцът на Оранж, който заема поста щатхаутер.
Междувременно Австрия, Бранденбург и Испания подкрепят холандците и изпращат армиите си на помощ. Французите се оттеглят на юг. Възникват нови фронтове – по река Рейн, в Испания и в Нидерландия. Тюрен завладява Франш-Конте, след което спира съюзническото настъпление в Елзас. През това време Конде се възстановява от рана, получена край Арнхем, а през пролетта на 1674 г. поема командването на войските в Нидерландия. В началото те са твърде малобройни за каквито и да било офанзивни планове. Насреща идват холандски и испански армии, към които се присъединяват и имперски сили, командвани от френския хугенот граф дьо Суш. Съюзниците напразно търсят сблъсък с Конде, с надеждата да го разбият и да започнат настъпление в самата Франция. Той обаче е опитен ветеран, спечелил редица славни победи и заема непреодолими позиции по рекичката Пиетон. Едва когато към него се присъединяват войниците освободени от кампанията във Франш-Конте, армията му се увеличава до 44 000 души – достатъчни за по-голяма активност.

## Битката
На 9 август съюзническата армия наближава позициите на французите, но преценявайки тяхната сила, се отказва от директна атака. Вместо това Уилям предлага да се извърши заобиколна маневра към Сенефе, за да се атакува в тил. В 4.00 часа сутринта на 11 август той повежда силите си успоредно на френската армия, но в твърде разкъсан ред: напред имперците на граф дьо Суш, в средата холандците, а накрая испанците, под командата на маркиз д'Асентар. Около час по-късно французите откриват това движение и Конде, въпреки ужасните пристъпи на подагра, преценява обстановката. Той вижда, че противниците му са оставили значителни пространства помежду си, че се движат с трудности през блатиста местност с много препятствия, така че се решава на моментална атака. Той изпраща една кавалерийска част да завземе Сенефе и да попречи да бъдат заобиколени позициите му, а друга – да нападне авангарда и да го забави.
Същинската битка започва към 10.00 часа сутринта, когато авангардът на Суш е прихванат от две страни и претърпява значителни загуби. Генералите Люксамбур и Ран поемат инициативата, последвани от самия Конде, който повежда елитните френски части – Maison du Roi. Принцът демонстрира заразителна храброст, като оставя три коня да бъдат убити под него. Неговият устрем обезкуражава противниците му и допринася за бързия им разгром. Към обед Конде може да се похвали с категорична, макар и скромна победа. Тя със сигурност вече е провалила плановете за инвазия във Франция, което е главната цел. Вместо да свири отстъпление, той решава да атакува и останалите части на съюзниците. Зареждат се редица отделни кървави схватки, които костват много убити и на двете страни и продължават до вечерта. Изгубвайки едното си крило, Уилям формира с холандците и испанците отбранителна линия при селцето Сен Никола и там се държи през повечето време. Конде насочва удара си именно против нея. Лично повежда атака след атака, за малко не е убит – спасява го синът му, херцог д'Енгиен. Накрая съюзническата линия е преодоляна и те остъпват. Французите не ги преследват: „Принцът беше единственият, на когото беше останало някакво желание да се бие“ – свидетелства един от участниците.

## Последици
Загубите на двете страни са внушителни – 8000 убити французи и 14000 съюзници. Дадени са и много пленници. Поданиците на Луи ХІV са особено шокирани от кръвопролитието. Известната мадам дьо Севинье отбелязва в своите Спомени, че „ако не беше изпълнението на Te Deum и пленените знамена в катедралата, по нищо нямаше да познаем, че сме победители“. Луи ХІV приема Конде на специална церемония, за да отбележи победата. Сражението обаче не оказва голямо влияние върху военните действия. Скоро съюзниците получават подкрепления и провизии и Уилям предлага да се върнат към плана за настъпление. Испанските и имперските командващи отказват.
Все пак битката при Сенефе има сериозен психологически ефект. Заедно с победите на Тюрен по Рейн тя дава увереност на френския крал, че ще може да спечели войната дори срещу коалицията, която се е образувала против него. При предишната война той приема да се откаже от плановете си пред натиска на заинтересованите държави, но сега самочувствието му нараства. Скоро той свиква с мисълта, че воюва сам или с малко съюзници срещу обединените сили на европейските държави.
Това е първата битка на Уилям ІІІ, в която той не се проявява като талантлив стратег, но проявява достатъчно разум да оттегли армията си навреме. В следващите години той ще продължи да бъде стабилен на бойното поле, без да е военен гений. Същевременно това е последната битка на Конде. Скоро след нея той се оттегля заради болестта си и прекарва последните десет години в имението си. Наследен е на нидерландския фронт от бъдещия маршал дьо Люксамбур.